# (20551) 1999 RE112
A (20551) 1999 RE112 a Naprendszer kisbolygóövében található aszteroida. A LINEAR projekt keretében fedezték fel 1999. szeptember 9-én.